# Kai Kennedy
Kai Alexander Kennedy (* 28. März 2002 in Glasgow) ist ein schottischer Fußballspieler.

## Karriere

### Verein
Kennedy spielte seit Kindesalter in seiner Geburtsstadt bei den Glasgow Rangers. Bis zum Jahr 2020 kam er ausschließlich in den Jugendmannschaften des Vereins zum Einsatz. Am 17. Januar 2020 gab er sein Debüt als Profi in der ersten Mannschaft, als er im schottischen Pokal gegen den FC Stranraer für Joe Aribo eingewechselt wurde. Im Oktober 2020 schloss sich Kennedy auf Leihbasis dem Zweitligisten Inverness Caledonian Thistle an und gab wenig später gegen Ayr United sein Ligadebüt. Ab Januar 2021 spielt er als Leihspieler in der gleichen Liga bei den Raith Rovers.

### Nationalmannschaft
Kai Kennedy spielt seit der U16 für den schottischen Fußballverband. Sein Debüt gab er seiner Zeit im September 2017 gegen Polen. Zwischen 2018 und 2019 spielte er achtmal in der 
schottischen U17-Nationalmannschaft für die Kennedy ein Tor gegen Russland erzielte. Im Jahr 2019 war er nebenbei in der U18 im Einsatz. Dabei gelangen ihm in drei Spielen ebenso viele Tore. Im Oktober 2019 debütierte Kennedy in der U19 gegen Belarus. In seinem vierten Spiel gelang ihm gegen Tschechien sein erstes Tor in dieser Altersklasse das gleichzeitig das 1:0-Siegtor bedeutete.